# Dorsopatia
Il mal di schiena (anche noto più scientificamente come dorsopatia) è quella sensazione di dolore sentita sul dorso che può provenire dai muscoli, nervi, ossa, superfici articolari o da altre strutture nella colonna vertebrale.
Il dolore può essere costante o intermittente, rimanere fisso in un posto o essere riferito o irradiarsi ad altre aree. Può essere un dolore sordo, gravativo, oppure una sensazione di dolore acuto o trafiggente o bruciante. Il dolore può essere sentito al collo (e può irradiare alle braccia e alle mani), nel mal di schiena "alto", oppure, alla bassa schiena o fondoschiena (nel mal di schiena "basso", e può irradiarsi alle gambe o piedi), e può includere altri sintomi oltre al dolore, come debolezza, sensazione di addormentamento o formicolii.

## Frequenza
Il mal di schiena è una delle più frequenti sindromi dolorose dell'umanità. Negli USA, il mal di schiena basso acuto (anche chiamato lombaggine) è la quinta causa più comune di visita medica. Circa il 90% degli adulti sperimentano dolore al dorso a un certo punto della loro vita e il 50% degli adulti lavoratori sperimentano questo dolore ogni anno.
La spina dorsale è una via e anche una rete di collegamento molto complessa che include nervi, giunti, muscoli, tendini e legamenti e tutti sono capaci di produrre dolore. Le grosse radici nervose che hanno origine nella spina, i plessi e i grossi nervi che da essi si formano e che si diramano per andare alle gambe e alle braccia sono tutti capaci di generare dolore che spesso si irradia alle estremità. In casi rari, il mal di schiena può essere un segno di seri problemi medici.
- Sintomi tipici di problemi gravi o gravissimi sono: incontinenza urinaria oppure intestinale e progressiva debolezza delle gambe, formicolio o paresi agli arti. I pazienti con questi sintomi dovrebbero immediatamente rivolgersi a un medico, prima di subire lesioni permanenti.
- Dolore alla schiena molto intenso (come il dolore così forte da interrompere il sonno) che si verifica in concomitanza con altri importanti segni di malattia (ad.es. febbre, perdita di peso) inspiegabile, potrebbe essere un sintomo di una condizione medica grave, come il cancro al pancreas, colon, retto o ovaio, quando il tumore raggiunge una dimensione abbastanza grande da comprimere i nervi o gli organi vicini (una TAC permette di evidenziare la presenza del tumore).
- Il mal di schiena che si verifica dopo un trauma fisico, come un incidente stradale o una caduta deve essere valutato tempestivamente da un professionista medico per controllare eventuali fratture o altre lesioni.
- Il mal di schiena in individui che hanno condizioni mediche che li pongono ad alto rischio di fratture della colonna vertebrale, come l'osteoporosi oppure il mieloma multiplo, che necessitano un attento esame, seguito da terapia e costante sorveglianza medica.

Comunque, in genere, il mal di schiena non richiede abitualmente un intervento medico immediato. La gran maggioranza degli episodi di mal di schiena sono auto-limitanti e non-progressivi. Un dolore alla schiena che si risolve in pochi giorni (2/3), non deve allarmare.
Se invece il dolore ha durata maggiore (30 giorni o più) e si ripresenta successivamente più volte nell'anno, limitando di fatto molte attività normali (come svolgere un'attività lavorativa, portare le borse della spesa, tenere un figlio in braccio, inclinarsi sul lavandino per lavarsi il viso, allacciarsi le scarpe, rimanere seduti o stare in piedi per un tempo superiore a un paio d'ore), allora è opportuno indagare sulle cause del mal di schiena e sui metodi per poter limitare il dolore. Si sconsigliano il "fai da te" e il "sentito dire": è decisamente preferibile affidarsi a un medico di comprovata esperienza.

## Eziologia
Il mal di schiena transitorio è molto spesso uno dei primi sintomi dell'influenza.
Lo stiramento (lesione) dei muscoli viene identificato spesso come causa di squilibri che portano al mal di schiena, e in effetti questa è di gran lunga la più comune causa di dolore al basso dorso. Il dolore risultante da queste lesioni persiste mentre persistono gli squilibri di forza tra muscoli sani e muscoli indeboliti o contratti dallo stiramento. Gli squilibri muscolari causano un problema meccanico nello scheletro, sviluppando pressione in punti della colonna che generano dolore.
Il dolore è dato anche dalla compressione di nervi che partono dal midollo e attraversano le vertebre per andare su tutto il corpo; questa compressione può essere causata da malformazioni o lesioni della colonna, lesioni che possono essere causate da carichi, sforzi, movimenti bruschi o scorretti, urti, incidenti automobilistici, posture non corrette, tumori o carcinomi.
Nei casi non gravi, definiti "disturbi intervertebrali minori", la compressione genera un'irritazione dei nervi e una contrattura dei muscoli. Talvolta, la contrattura dei muscoli involontaria e automatica, che dovrebbe servire a irrigidire la colonna per proteggerla, accentua la compressione dei nervi e quindi provoca dolore.

## Terapia
Per una corretta terapia è necessaria una corretta diagnosi. Si raccomanda in ogni caso di consultare un medico, evitare il sentito dire o il fai da te.
Gli obiettivi che ci si prefigge quando si tratta il mal di schiena sono di raggiungere la massima riduzione nell'intensità del dolore il più rapidamente possibile, restituire la capacità lavorativa individuale, aiutare il paziente a sopportare il dolore residuo e a modificare lo stile di vita e la postura fino al completo recupero.
Non tutte le terapie funzionano per tutti i tipi di dorsopatia o per tutti gli individui con la stessa condizione, e molti pazienti trovano che sia necessario sperimentare diverse opzioni terapeutiche per determinare quale funzioni meglio per loro. Anche lo stadio della patologia in cui ci si trova (acuto o cronico) è un fattore determinante nella scelta del trattamento. Nella scelta del trattamento medico è importante affidarsi a un medico perché l'aspetto più importante è una corretta diagnosi: molti pazienti sono costretti a sperimentare diversi trattamenti anche perché alcuni non risultano particolarmente efficaci.

### Farmaci
Il ricorso a farmaci è la prima terapia normalmente utilizzata. Mentre l'utilizzo dei farmaci è utile in casi acuti per ridurre il dolore, è il caso di approfondire le cause del dolore se questo si presenta più volte l'anno e sperimentare terapie non farmacologiche anche per ridurre gli effetti collaterali di un eccessivo utilizzo di farmaci. 
Nel corso dell'ultimo secolo sono stati utilizzati farmaci, come i rilassanti muscolari, i narcotici, i farmaci antinfiammatori non steroidei oppure il paracetamolo (acetaminofene). Una meta-analisi dei trial controllati randomizzati da parte della Cochrane Collaboration scoprì che la terapia con infiltrazioni, abitualmente con corticosteroidi, non sembra essere efficace, a prescindere dal fatto che sia eseguita in un'articolazione, a livello epidurale o locale. A conferma di ciò, un trial controllato che studiava gli effetti dei corticosteroidi intramusculari non mostrò benefici significativi.

### Diatermia
La diatermia è utile per gli spasmi dorsali e altre patologie. Una meta-analisi dei trial randomizzati eseguita dalla Cochrane Collaboration concluse che la terapia col calore può ridurre i sintomi della lombaggine e del dolore nella bassa colonna dorsale.

### Manipolazione vertebrale
Esistono diverse tecniche di manipolazione vertebrale.
L'aspetto più importante da sottolineare e che è essenziale assicurarsi di affidarsi effettivamente a un medico qualificato; ciò è fondamentale sia per la visita preliminare e la conseguente diagnosi corretta, sia per la manipolazione vera e propria. Spesso persone non laureate in medicina svolgono attività di chiropratici o osteopati.
La meta-analisi dell'effetto della manipolazione suggerisce che la manipolazione apporta un piccolo beneficio, simile ad altre terapie e superiore alla simulazione di terapia o placebo.

### Fisioterapia
La fisioterapia e l'esercizio, includendo lo stretching e il rafforzamento (con l'obiettivo specifico sui muscoli che sorreggono la colonna vertebrale), quando accompagnati da una completa "istruzione nell'uso della schiena", possono migliorare la dorsopatia.
Gli esercizi fisici possono essere effettuati dal paziente individualmente, o sotto supervisione di un professionista come un laureato in Scienze Motorie. Solitamente, qualche forma di stretching regolare e altri esercizi sono una componente essenziale di molti programmi terapeutici. Comunque, la stessa Cochrane Collaboration scoprì che gli esercizi sono efficaci nella dorsopatia cronica, ma non per la rapida risoluzione del dolore acuto. Un trial randomizzato stabilì che gli esercizi di mobilizzazione della colonna nei casi acuti sono meno efficaci della continuazione di attività ordinarie sulla soglia della tollerabilità.

### Massaggi
La terapia tramite massaggio, specialmente se eseguito da un terapista con molta esperienza, può aiutare. La digitopressione, o massaggio a punti di pressione, può dare risultati migliori rispetto al massaggio classico (svedese).

### Agopuntura
L'agopuntura comporta parziali benefici per il mal di schiena cronico. La "Cochrane Collaboration" concluse che "per il mal di schiena basso", l'agopuntura è più efficace nell'alleviare il dolore e nel miglioramento della funzionalità, rispetto a nessun trattamento o all'uso di placebo, immediatamente dopo il trattamento e soltanto a breve termine. L'agopuntura non è più efficace rispetto ad altre terapie convenzionali e alternative.". Più recentemente, un trial randomizzato riscontrò modesti benefici dopo circa 1 o 2 anni.
- Educazione posturale, e aggiustamento con messa a fuoco di cause psicologiche o emozionali (ad.es. TMS)[15].[16].
- La maggior parte delle persone trarrà benefici dall'individuazione di qualsiasi fattore ergonomico o posturale che possa contribuire al dolore alla schiena: una tecnica per alzarsi sbagliata, una postura scorretta (ad esempio poltrone messe di sbieco rispetto alla televisione), oppure uno scarso sostegno dal letto o della sedia in ufficio, ecc. Anche se i risultati di questi consigli non sono stati sottoposti a test randomizzati e controllati, l'intervento correttivo forma parte del bagaglio di soluzioni proposte da molte 'scuole sull'uso della schiena' che si sono dimostrate d'aiuto[17].

## Chirurgia della colonna vertebrale
Esistono diversi tipi di chirurgia della colonna vertebrale specifici per diverse affezioni. 
Facciamo subito una premessa: la scelta chirurgica, se un paziente presenta deficit neurologici significativi (paresi, formicolii ad arti o dita, incontinenza, irradiazioni dolorose agli arti, svenimenti e cedimenti delle gambe) deve essere eseguita in tempi rapidi, sempre su consulenza di specialisti in neurochirurgia e ortopedia, al fine di limitare le lesioni permanenti.
Nel caso di sintomi meno gravi – quindi quando è presente solo il dolore – è preferibile, anche su consulenza del medico neurochirurgo e di medicina manuale, sperimentare terapie non-chirurgiche.
Ricordiamo che gli esami normalmente utilizzati, come raggi x e risonanza magnetica, a volte possono non dare le risposte ricercate, o possono ingannare anche gli specialisti; questo inganno riguarda i casi meno gravi, nei quali l'analisi degli esami non mostra con evidenza la causa reale del dolore o evidenzia una protrusione o un'ernia, per cui erroneamente si deduce che sia quella la causa del dolore. 
In Italia si è studiato che quasi il 50% delle operazioni all'ernia in realtà non ottengono il risultato definitivo sperato, nel senso che o rimane subito il dolore anche dopo l'operazione, o dopo qualche anno si ripresenta nuovamente un'importante situazione dolorosa, magari una lesione a un livello vertebrale prossimo al livello operato.
Riguardo al ruolo della chirurgia in pazienti che non hanno beneficiato di terapie non chirurgiche e che non hanno deficit neurologici della colonna, una [rivisitazione http://www.cochrane.org/reviews/en/ab001352.html] fatta dalla Cochrane Collaboration concluse che "esiste un'evidenza limitata dei benefici che apportano alcuni tipi di pratica chirurgica". Lo studio "Spine Patient outcomes Research Trial" (SPORT) attualmente in corso, studia i benefici portati dalla chirurgia della colonna. Alcune tra le più comuni forme di chirurgia sono:
- Sostituzione del disco intervertebrale con uno artificiale: una forma relativamente nuova di chirurgia negli U.S.A., eseguita in Europa per decenni, primariamente usata per trattare il dolore alla bassa colonna dorsale causato da dischi intervertebrali danneggiati.
- Discectomia/microdiscectomia (eliminazione del nucleo del disco intervertebrale per via endoscopica, polpa che preme sul midollo spinale): viene utilizzata per trattare il dolore (specialmente il dolore che si irradia verso le braccia o le gambe) causato dall'ernia del disco intervertebrale.
- Chiroplastica e vertebroplastica: sono procedure minimamente invasive che trattano il dolore causato da piccole fratture da compressione causate dall'osteoporosi e da altre fratture, come quelle da metastasi da cancro del seno oppure della prostata.
- Stimolazione elettrica del midollo spinale, che consiste nell'applicazione di un dispositivo elettrico a batterie che produce impulsi che interrompono la via dei fasci ventro-laterali, ostacolando l'invio di segnali dolorifici verso il talamo nel cervello.
- La fusione chirurgica delle vertebre (due o più) viene normalmente utilizzata per la terapia del dolore cronico, molto severo, risultante dalla discopatia degenerativa, dalla spondilolistesi, oppure da deformazioni della colonna vertebrale, come ad esempio la scoliosi.

### Trattamenti che forniscono benefici incerti o dubbi
- Il riposo a letto è raramente consigliato dal momento che può peggiorare i sintomi[19], e quando necessario è limitato di solito a uno o due giorni.
- TENS: Per il mal di schiena è stata proposta l'elettroterapia, come la TENS. Due Trial Randomizzati Controllati hanno dato risultati contrastanti (PMID 10084439; PMID 2140432). Questo ha indotto la Cochrane Collaboration a concludere che vi è inconsistente evidenza che dimostri l'utilità dei TENS (PMID 16034883).